# Juliova množina

Juliova množina, animace fc(z)=z^2+C

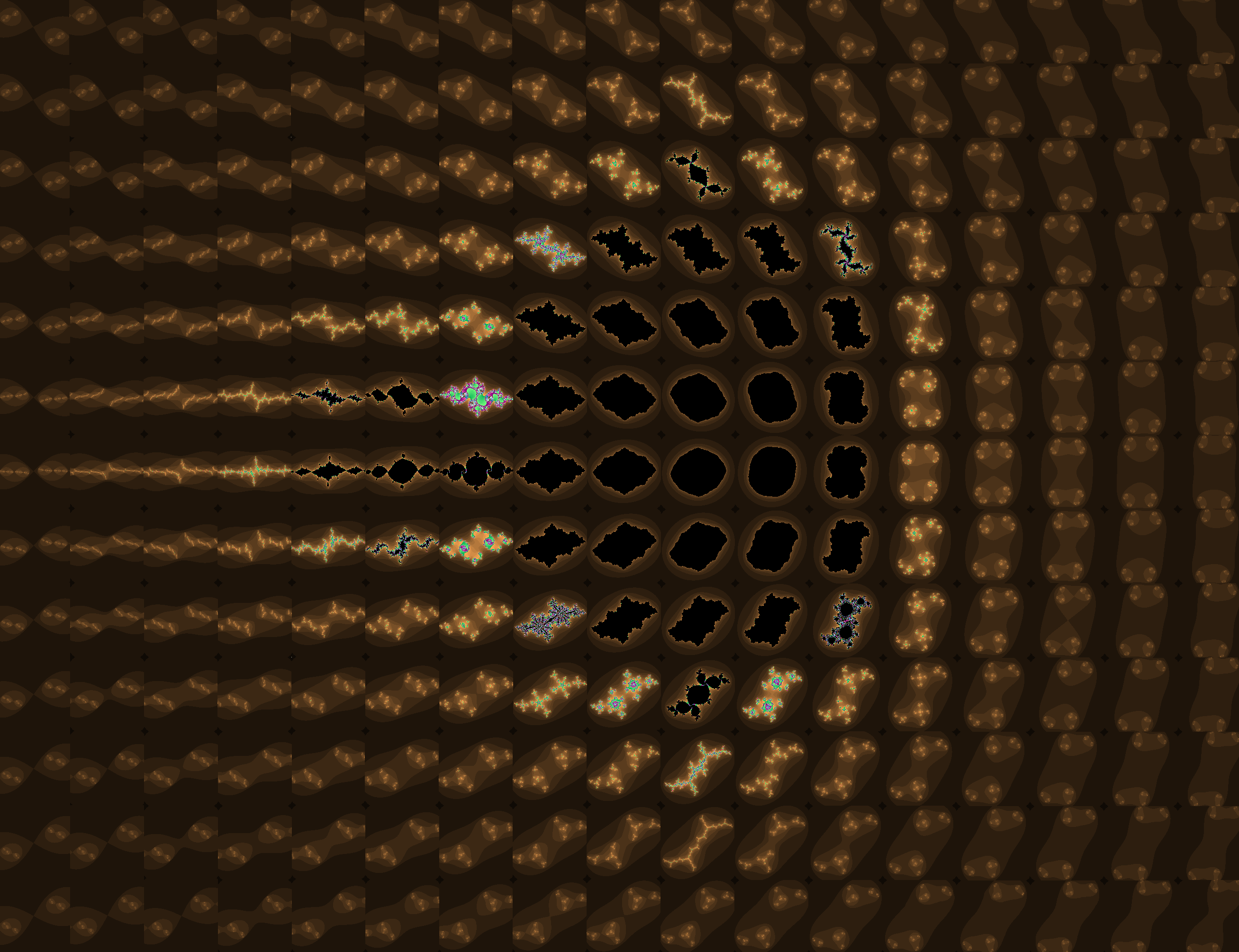
Mapa 221 Juliových množin

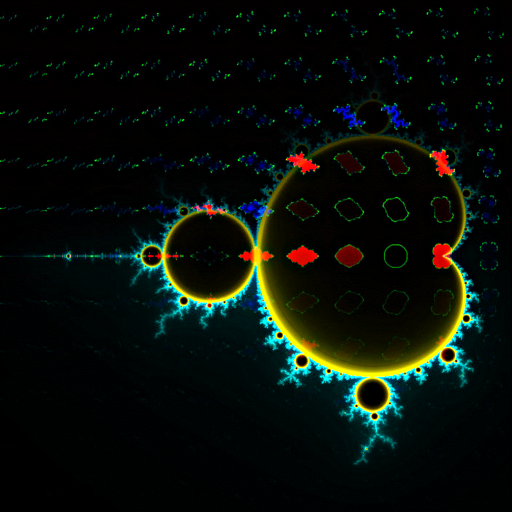
Různé Juliovy množiny v závislosti na parametru c a
porovnání polohy tohoto parametru v komplexní rovině a Mandelbrotovy množiny.

Juliova množina je pojem z komplexní dynamiky. Komplexní dynamika studuje dynamické systémy definované pomocí iterací funkcí na komplexní rovině. Jedná se o doplněk Fatuovy množiny. Neformálně se jedná o takové body komplexní roviny, které vykazují chaotické chování – i malá perturbace drasticky změní chování takového bodu při iteraci. Naopak, Fatuova množina obsahuje takové body, které se chovají během iterací podobně – chovají se 'regulárně'. Hranice takovéto množiny často tvoří fraktál. Poprvé byly tyto množiny popsány francouzskými matematiky Gastonem Juliou a Pierrem Fatou. Juliova množina funkce f se typicky značí jako J(f) a Fatouva množina jako F(f).

## VlastnostiJ(p)aF(p)pro polynomy
Dá se ukázat, že pro komplexní polynom p řádu alespoň 2 platí následující:
- F(p) a J(p) jsou kompletně invariantní, tj. {\displaystyle p(F(p))=p^{-1}(F(p))=F(p)}
- J(p) je uzavřená množina
- F(p) je otevřená množina
- F(p) je vždy neprázdná
- J(p) je tvořena pouze svou hranicí
- J(p) může být totálně nespojitá (každá spojitá komponenta obsahuje pouze jediný bod)

## Příklad Juliovy množiny pro polynom řádu 2
Juliovy množiny vznikají velice snadno. Zvolíme jedno libovolné komplexní číslo c, které bude charakterizovat množinu. A nyní pro každý bod komplexní roviny z zjistíme, zda neustálým mocněním z a přičítáním konstanty c diverguje.
{\displaystyle z_{n+1}=z_{n}^{2}+c}
Pokud nediverguje, patří bod do množiny. V praxi vypadá výpočet velmi snadno: Zkoumané číslo z je umocněno a je k němu přičtena konstanta c. Pokud je výsledek v absolutní hodnotě větší než 2, bod nepatří do množiny. Pokud je menší, zopakuje se výpočet. Jestliže ani po několika iteracích nepřesáhne výsledek hodnotu 2, patří bod do Juliovy množiny. Na počtu provedených iterací (v ideálním případě nekonečno) závisí ostrost detailů zobrazené množiny. Podle počtu iterací, po kterých absolutní hodnota bodu z překročí 2, lze danému bodu přiřadit barvu a získat tak různé barevné přechody, přestože správně by graf Juliovy množiny měl být pouze dvoubarevný (patří/nepatří).